# Michele de Gemmis
Michele de Gemmis (Terlizzi, 16 maggio 1799 – Terlizzi, 21 agosto 1871) è stato un magistrato e scrittore italiano.

## Biografia
Michele de Gemmis nacque a Terlizzi da un'antica dinastia di baroni in cui lo studio delle leggi era tradizione di famiglia. Nel 1834 si laureò in giurisprudenza presso la Regia Università di Napoli e divenne giudice di Tribunale civile per nomina regia. Ricoprì tale ruolo presso il tribunale di Trani, divenne quindi supplente di mandamento dal 1863 e figura più alta della magistratura locale. Fu Cavaliere di giustizia ed Inquisitore dell'Ordine costantiniano di San Giorgio. Sposò in prime nozze la Nobile Maria Laudati ed in seconde la Nobile Maria Schettini. Risiedette nell'antico Palazzo adiacente alla Torre dell'Orologio di Terlizzi, antico Castello normanno della città. 
Pubblicò numerosi scritti a carattere storico e giuridico. 
Morì a Terlizzi, ampiamente stimato, il 21 agosto 1871.
Tra le numerose pubblicazioni sono meritevoli di citazione:
- Elogio funebre di D. Michele De Paù già deputato al Parlamento. Napoli, Tipografia di Porcelli, 1849;
- Elogio funebre di Ferdinando II Borbone Re del regno delle Due Sicilie. Napoli Stabilimenti tipografico strada S. Sebastiano n. 51, 1859;
- Disamina sul duello. Trani, Tipografia Cannone 1861;
- Osservazioni sul progetto di legge per l'abolizione dell'arresto personale in materia civile. Trani, Tipografia Cannone 1863;
- Esame critico sulla proposta ministeriale al Parlamento nazionale per l'incameramento dei beni delle corporazioni religiose. Bari, 1865;
- Disamina sullo stato discusso del municipio di Terlizzi. Terlizzi, 1867;
- Osservazioni sull'attribuzione dei giurati nelle corti di Assise. Trani, Tipografia Cannone 1872.